# El método
El método é um filme argentino-hispano-italiano de 2005 dirigido por Marcelo Piñeyro e baseado na obra teatral El Método Grönholm, do espanhol Jordi Galcerán.

## Sinopse
Um grupo de executivos candidatos a um emprego numa corporação deve passar por uma série de testes bizarros conhecidos como Método Grönholm.

## Elenco
- Eduardo Noriega .... Carlos
- Najwa Nimri .... Nieves
- Eduard Fernández .... Fernando
- Pablo Echarri .... Ricardo
- Ernesto Alterio .... Enrique
- Natalia Verbeke .... Montse
- Adriana Ozores .... Ana
- Carmelo Gómez .... Julio

## Principais prêmios e indicações

### Prêmio Goya
| Categoria                                   | Pessoa                      | Resultado |
| ------------------------------------------- | --------------------------- | --------- |
| Melhor interpretação masculina coadjuvante  | Carmelo Gómez               | Venceu    |
| Melhor roteiro adaptado                     | Marcelo Piñeyro e Mateo Gil | Venceu    |
| Melhor ator revelação                       | Pablo Echarri               | Indicado  |
| Melhor interpretação masculina protagonista | Eduard Fernández            | Indicado  |
| Melhor montagem                             | Iván Aledo                  | Indicado  |